# Naomi Novik
Œuvres principales
- Série Téméraire
- Série Scholomance
- Déracinée
- La Fileuse d'argent

Naomi Novik, née le 30 avril 1973 à New York, est une romancière américaine qui s'est fait connaître par sa série Téméraire, uchronie se passant à l'époque des guerres napoléoniennes et où les dragons sont utilisés comme armes par les belligérants pour se disputer la suprématie aérienne.
Ses trois premiers romans du cycle Téméraire ont obtenu le prix Locus du meilleur premier roman en 2006.
Elle a reçu le prix Nebula du meilleur roman 2015, le prix Locus du meilleur roman de fantasy 2016, le prix British Fantasy 2016 pour Déracinée.  Elle a obtenu le prix Locus du meilleur roman de fantasy 2019 pour La Fileuse d'argent.

## Biographie

### Enfance
D'origine lituanienne par son père et polonaise par sa mère, Naomi Novik est la première de sa famille à naître aux États-Unis. Elle grandit à Roslyn Heights sur Long Island. Son père est originaire d'une famille juive lithuanienne, et la famille de sa mère est polonaise et catholique. Elle s'intéresse très tôt à la lecture, lisant Le Seigneur des anneaux à l'âge de six ans, et développant un intérêt pour Jane Austen peu après.  

### Études
Elle fait des études en littérature anglaise à l'Université Brown, obtenant un Bachelor of Arts,  puis obtient une maîtrise en informatique à l'Université Columbia. Elle participe ensuite au développement et au design du jeu Neverwinter Nights: Shadows of Undrentide avant de se rendre compte qu'elle préfère l'écriture à l'informatique. 

### Carrière littéraire
Ses trois premiers romans, Les Dragons de Sa Majesté, Le Trône de jade et Par les chemins de la soie, qui sont également les trois premiers de son cycle en neuf tomes Téméraire, sont parus au cours de l'année 2006. Ils ont obtenu le prix Locus du meilleur premier roman pour l'ensemble des trois livres. Les Dragons de Sa Majesté a obtenu le prix Compton-Crook 2007 et a été nommé seul au prix Hugo du meilleur roman 2007. Son premier roman en dehors de ce cycle, Déracinée, obtient le prix Nebula du meilleur roman 2015, le prix Locus du meilleur roman de fantasy 2016, le prix British Fantasy 2016 ainsi que le prix Mythopoeic 2016. Son second, La Fileuse d'argent, a obtenu le prix Locus du meilleur roman de fantasy 2019 et le prix Mythopoeic 2019.
Elle écrit ensuite la série Scholomance, une trilogie traduite en français et parue en France aux éditions Pygmalion à partir de 2022. Les romans décrivent le fonctionnement de Scholomance, une école de sorcellerie.

### Fanfiction
Naomi Novik est connue pour avoir milité en faveur des œuvres de fanfiction,. Elle a fondé Archives of Our Own (AO3), en s'inspirant du roman féministe de Virginia Woolf Une chambre à soi. organisation qui a été primée en 2019 par le prix Hugo.

## Analyse de l'œuvre
Selon Jeanne Massé, son roman Déracinée est un conte féérique constituant un bon moyen de sensibilisation en douceur au féminisme. 

## Œuvres

### SérieTéméraire
1. Les Dragons de Sa Majesté, Le Pré aux clercs, 2007 ((en) His Majesty's Dragon, 2006)Réédition, Pocket, coll. « Science-fiction » no 5977, 2009
2. Le Trône de jade, Le Pré aux clercs, 2007 ((en) Throne of Jade, 2006)Réédition, Pocket, coll. « Science-fiction » no 5978, 2010
3. Par les chemins de la soie, Le Pré aux clercs, 2008 ((en) Black Powder War, 2006)Réédition, Pocket, coll. « Science-fiction » no 7017, 2010
4. L'Empire d'ivoire, Le Pré aux clercs, 2008 ((en) Empire of Ivory, 2007)Réédition, Pocket, coll. « Science-fiction » no 7016, 2011
5. La Victoire des aigles, Le Pré aux clercs, 2010 ((en) Victory of Eagles, 2009)Réédition, Pocket, coll. « Science-fiction » no 7103, 2012
6. Langues de serpents, Le Pré aux clercs, 2011 ((en) Tongues of Serpents, 2010)Réédition, Pocket, coll. « Science-fiction » no 7104, 2013
7. Le Trésor des Incas, Le Pré aux clercs, 2012 ((en) Crucible of Gold, 2012)Réédition, Pocket, coll. « Science-fiction » no 7131, 2013
8. Le Sang des tyrans, Le Pré aux clercs, 2013 ((en) Blood of Tyrants, 2013)Réédition, Pocket, coll. « Science-fiction » no 7177, 2014
9. La Ligue des dragons, Fleuve, 2018 ((en) League of Dragons, 2016)Réédition sous le titre La Ligue des dragons : L'Ultime Bataille, Pocket, coll. « Science-fiction » no 7273, 2019

#### Recueils de nouvelles
- (en) Golden Age and Other Stories, 2017

### SérieScholomance
1. Éducation meurtrière, Pygmalion, 2022 ((en) A Deadly Education, 2020), trad. Benjamin Kuntzer, 320 p.  (ISBN 978-2-08-024267-9)Réédition, J'ai lu, coll. « Science-fiction » no 13766, 2023, 384 p. (ISBN 978-2-290-38055-0)
2. Promotion funeste, Pygmalion, 2023 ((en) The Last Graduate, 2021), trad. Benjamin Kuntzer, 416 p.  (ISBN 978-2-08-024268-6)Réédition, J'ai lu, coll. « Science-fiction » no 14023, 2024, 416 p. (ISBN 978-2-290-38056-7) - Prix Lodestar du meilleur livre pour jeunes adultes 2022
3. Les Enclaves dorées, Pygmalion, 2024 ((en) The Golden Enclaves, 2022), trad. Benjamin Kuntzer, 320 p.  (ISBN 978-2-08-024269-3)Réédition, J'ai lu, coll. « Science-fiction » no 14247, 2024, 448 p. (ISBN 978-2-290-38057-4)

### Romans indépendants
- Déracinée, Pygmalion, 2017 ((en) Uprooted, 2015)Réédition, J'ai lu, coll. « Science-fiction » no 12284, 2018 - Prix Nebula du meilleur roman 2015, prix Locus du meilleur roman de fantasy 2016, prix British Fantasy 2016 et prix Mythopoeic 2016
- La Fileuse d'argent, Pygmalion, 2020 ((en) Spinning Silver, 2018)Réédition, J'ai lu, coll. « Imaginaire », 2021 - Prix Locus du meilleur roman de fantasy 2019 et prix Mythopoeic 2019

### Recueils de nouvelles indépendants
- (en) Buried Deep and Other Stories, 2024

## Adaptation
En septembre 2006, Peter Jackson pose une option pour avoir le droit d'adapter la série Téméraire, avec l'idée de produire trois films d'actions, mais la période de validité s'achève et les droits retournent à Naomi Novik. En septembre 2022, la Fox annonce une adaptation animée de la série Téméraire,.